# Le Voyage au-delà des trois mers
Pour plus de détails, voir Fiche technique et Distribution.
Le Voyage au-delà des trois mers (Pardesi) est un film d'aventures indo-soviétique réalisé par Khwaja Ahmad Abbas et Vassili Markelovitch Pronine, sorti en 1957.

## Synopsis
Le film retrace les aventures de l'explorateur russe Athanase Nikitine.

## Fiche technique
- Titre français : Le Voyage au-delà des trois mers ou Le Voyage des trois mers[1],[2]
- Titre original : Pardesi
- Titre russe : Хождение за три моря (Khozhdenie za tri morya)
- Réalisation : Khwaja Ahmad Abbas et Vassili Markelovitch Pronine
- Scénario : Khwaja Ahmad Abbas et Mariya Smirnova
- Musique : Anil Biswas et Boris Chaikovsky
- Photographie : Yevgeni Andrikanis, Vladimir Nikolayev et S. Ramachandra
- Production : Naya Sansar
- Société de production : Mosfilm et Naya Sansar
- Pays :  Inde et  Union soviétique
- Genre : Aventure, film biographique et historique
- Durée : 152 minutes
- Dates de sortie : 
  - Inde : octobre 1957
  - Union soviétique : 8 janvier 1958
  - France : 6 avril 1960

## Distribution
- Oleg Strijenov : Athanase Nikitine
- Prithviraj Kapoor : Mehmud Gawan
- Balraj Sahni : Sakharam
- Nargis : Champa
- Padmini : Lakshmi
- David Abraham : Asad Khan
- Iya Arepina
- Vitaliy Belyakov : Mikhailo Zamkov
- Paidi Jairaj : Hasan Bag
- Stepan Kaïoukov
- Manmohan Krishna : le père de Champa
- Varvara Obukhova
- Achala Sachdev : la mère de Champa
- Boris Terentyev : le père d'Athanase Nikitine
- N. Zhivago

## Distinctions
Le film a été présenté en sélection officielle en compétition au Festival de Cannes 1958.